# Drogojówka
Drogojówka – wieś w Polsce położona w województwie lubelskim, w powiecie hrubieszowskim, w gminie Trzeszczany.
W latach 1975–1998 miejscowość administracyjnie należała do województwa zamojskiego. 
Wieś stanowi sołectwo gminy Trzeszczany. Według Narodowego Spisu Powszechnego (III 2011 r.) liczyła 123 mieszkańców i była dziewiątą co do wielkości miejscowością gminy.
Wierni Kościoła rzymskokatolickiego należą do parafii Trójcy Przenajświętszej i Narodzenia Najświętszej Maryi Panny w Trzeszczanach.

## Nazwa
Drogojówka obecnie ale „Drohojowka” w roku 1839, „Drogojewka” w roku 1881

## Znane osoby
W Drogojówce urodził się malarz Paweł Gajewski (1889-1950).